# 博氏鱯
博氏鱯，為輻鰭魚綱鯰形目鱨科的其中一種，為熱帶淡水魚類，被IUCN列為易危保育類動物，分布於亞洲湄公河及湄南河流域，體長可達24公分，棲息在底層水域，以甲殼類及無脊椎動物等為食，生活習性不明。

## 扩展阅读
維基物種上的相關：博氏鱯